# Hiw
Hiw (també Hu) és una ciutat d'Egipte a la riba occidental del riu al nord de Qena i uns quilòmetres al sud-est de Girga. Fou l'antiga Diòspolis Parva, les ruïnes de la qual són molt properes a la ciutat.
A part dels seus monuments antics la ciutat té una tomba d'un santó musulmà, el sheikh Selim (mort el 1891) que va passar la major part de la seva vida nuet i assegut en aquest lloc i fou venerat com l'ajudant dels barquers del riu.